# Robert Stephen John Sparks
Robert Stephen John Sparks FRS, CBE (15 de maio de 1949) é um vulcanólogo britânico.
Recebeu a Medalha Real de 2018.